# Partia Poddniestrska
Partia Poddniestrska – doraźnie zorganizowany oddział wojskowy w zimie 1701-1702 
Dowódcą partii został mianowany regimentarz Cieński -  stolnik bracławski. Jego zadaniem było zapewnić  przydzielonym chorągwiom właściwe warunki bytowe na leżach zimowych .
Cała ta partia licząca 15 chorągwi husarskich w sile 1120 koni, 28 chorągwi pancernych w sile 1840 koni oraz jedna chorągiew wołoska licząca 100 koni rozlokowana była w 30 miejscowościach w rejonie Podola z kwaterą dowódcy w Bucniowej.

## Skład i rozmieszczenie partii
Chorągwie:
- chorągiew husarska królewska - 120 - Horożanka
- chorągiew pancerna królewska - 120
- chorągiew husarska królewicza A. Sobieskiego - 80
- chorągiew husarska wojewody podlaskiego M. Branickiego - 60 - Skalat
- chorągiew pancerna stolnika koronnego K. Wapowskiego - 60
- chorągiew husarska hetmana wielkiego koronnego St. Jabłonowskiego - 120 - Złotniki
- chorągiew pancerna kasztelana kamienieckiego N. Żaboklickiego - 50
- chorągiew pancerna hetmana wielkiego 	koronnego St. Jabłonowskiego - 120 - Strusów

i inne